# Leichtathletik-Weltmeisterschaften 2019/Teilnehmer (Katar)
| Gelbes Symbol für Goldmedaillen mit stilisierten Olympischen Ringen | Graues Symbol für Silbermedaillen mit stilisierten Olympischen Ringen | Braundes Symbol für Bronzemedaillen mit stilisierten Olympischen Ringen |
| ------------------------------------------------------------------- | --------------------------------------------------------------------- | ----------------------------------------------------------------------- |
| 1                                                                   | —                                                                     | 1                                                                       |

Der Leichtathletikverband von Katar will an den Heimweltmeisterschaften in Doha teilnehmen. 19 Athletinnen und Athleten wurden vom katarischen Verband nominiert.

## Ergebnisse

### Frauen

#### Laufdisziplinen
| Athletin             | Disziplin    | Vorlauf        | Vorlauf | Halbfinale | Halbfinale | Finale | Finale |
| Athletin             | Disziplin    | Zeit           | Platz   | Zeit       | Platz      | Zeit   | Platz  |
| -------------------- | ------------ | -------------- | ------- | ---------- | ---------- | ------ | ------ |
| Kenza Sosse          | 400 m        | 1:06,76 min    | 47      | DNQ        | DNQ        | –      | –      |
| Mariam Mamdouh Farid | 400 m Hürden | 1:09,49 min PB | 36      | DNQ        | DNQ        | –      | –      |

### Männer

#### Laufdisziplinen
| Athlet | Disziplin        | Qualifikation        | Qualifikation        | Vorlauf              | Vorlauf              | Halbfinale           | Halbfinale           | Finale               | Finale               |
| Athlet | Disziplin        | Zeit                 | Platz                | Zeit                 | Platz                | Zeit                 | Platz                | Zeit                 | Platz                |
| --- | ---------------- | -------------------- | -------------------- | -------------------- | -------------------- | -------------------- | -------------------- | -------------------- | -------------------- |
| Owaab Barrow | 100 m            | 10,64 s PB           | 08                   | 12,82 s              | 45                   | DNQ                  | DNQ                  | –                    | –                    |
| Abdelaziz Mohamed | 200 m            |                      |                      | 20,75 s SB           | 37                   | DNQ                  | DNQ                  | –                    | –                    |
| Abdalelah Haroun | 400 m            |                      |                      | 47,76 s SB           | 37                   | DNQ                  | DNQ                  | –                    | –                    |
| Abubaker Haydar Abdalla | 800 m            |                      |                      | 1:46,11 min          | 15                   | 1:46,87 min          | 21                   | DNQ                  | DNQ                  |
| Jamal Hairane | 800 m            |                      |                      | 1:46,40 min          | 24                   | DNQ                  | DNQ                  | –                    | –                    |
| Abdirahman Saeed Hassan | 1500 m           |                      |                      | 3:42,24 min          | 37                   | DNQ                  | DNQ                  | –                    | –                    |
| Abderrahman Samba | 400 m            | nicht auf Startliste | nicht auf Startliste | nicht auf Startliste | nicht auf Startliste | nicht auf Startliste | nicht auf Startliste | nicht auf Startliste | nicht auf Startliste |
| Abderrahman Samba | 400 m Hürden     |                      |                      | 49,08 s              | 01                   | 48,72 s              | 8                    | 48,03 s              | Bronze               |
| Yaser Salem Bagharab | 3000 m Hindernis |                      |                      | 8:39,65 min          | 40                   |                      |                      | DNQ                  | DNQ                  |
| - Owaab Barrow - Mahamat Zakaria Khalid - Abdelaziz Mohamed - Tosin Ogunode nicht auf Startliste: - Yaqoob al-Hasani - Femi Ogunode                                | 4 × 100 m        |                      |                      | DNS                  | DNS                  |                      |                      | -                    | -                    |
| - Mohamed Nasir Abbas - Abubaker Haydar Abdalla - Bassem Hemeida - Ashrat Hussen Osman nicht auf Startliste: - Abdalelah Haroun - Femi Ogunode - Abderrahman Samba | 4 × 400 m        |                      |                      | 3:06,25 min          | 15                   |                      |                      | DNQ                  | DNQ                  |

#### Sprung/Wurf
| Athlet                | Disziplin  | Qualifikation | Qualifikation | Finale     | Finale |
| Athlet                | Disziplin  | Weite/Höhe    | Platz         | Weite/Höhe | Platz  |
| --------------------- | ---------- | ------------- | ------------- | ---------- | ------ |
| Mutaz Essa Barshim    | Hochsprung | 2,29 m SB     | 01            | 2,37 m WL  | Gold   |
| Ashraf Amgad el-Seify | Hammerwurf | 76,22 m SB    | 12            | 75,41 m    | 9      |